# Höchster Abkommen
Das Höchster Abkommen (auch: Höchster Vereinbarung) wurde am 30. Mai 1964 in Höchst im Odenwald zwischen den Bundesvorständen der linksgerichteten Studentenverbände SDS, SHB, LSD und ISSF geschlossen. Später trat noch der Bundesverband Deutsch-Israelischer Studiengruppen (BDIS) dem Bündnis offiziell bei; darüber hinaus kooperierten auf örtlicher Ebene die Humanistische Studentenunion (HSU), gewerkschaftliche Hochschulgruppen sowie Teile der Evangelischen Studentengemeinde (ESG) mit den „Höchster Verbänden“.
Das Abkommen beinhaltete die gegenseitige Unterstützung bei örtlichen AStA-Wahlen sowie im Verband Deutscher Studentenschaften. Die ebenfalls vereinbarte Erarbeitung hochschulpolitischer Grundsätze kam zwar nicht zustande. Dafür engagierten sich die „Höchster Verbände“ gegen die von der damaligen Bundesregierung geplanten Notstandsgesetze: Der von ihnen am 30. Mai 1965 in Bonn gemeinsam veranstaltete Kongress „Demokratie vor dem Notstand“ gilt mit rund 1200 Teilnehmern als Meilenstein in der sich formierenden APO.
Vor allem beendete das Abkommen die politische Isolation des SDS und beförderte die Entwicklung eines potentiell mehrheitsfähigen „linken Lagers“ innerhalb der Studentenschaft. Es gilt daher als Schlüsseldokument für die Herausbildung der späteren 68er-Bewegung.